# Leptocuma patagonicum
Leptocuma patagonicum is een zeekommasoort uit de familie van de Bodotriidae. De wetenschappelijke naam van de soort is voor het eerst geldig gepubliceerd in 1993 door Roccatagliata.